# Тулупов, Андрей Александрович
Андрей Александрович Тулупов (род. 21 января 1981 года) — российский учёный-медик, член-корреспондент РАН (2022).
Обучался в Новосибирском государственном университете, но окончил высшее образование в МГУ.
С 2000 года работает в Международном томографическом центре СО РАН, в лаборатории медицинской диагностики (сейчас это лаборатория МРТ технологии), в настоящее время — главный научный сотрудник лаборатории.
В 2006 году — защитил кандидатскую диссертацию, тема: «Совершенствование МР-томографической визуализации кровотока и ликвотока в области головы и шеи».
В 2011 году — защитил докторскую диссертацию, тема: «Возможности магнитно-резонансной томографии в морфо-функциональной оценке церебрального венозного кровотока и ликвороциркуляции».
В 2016 году — присвоено почётное учёное звание профессора РАН.
В 2022 году — избран членом-корреспондентом РАН от Отделения медицинских наук.

## Научная деятельность
Специалист в области лучевой диагностики.
Основные научные результаты связаны с изучением морфо-функциональных особенностей сосудистых и ликворосодержащих структур у людей в норме и при патологии по данным современных методик и подходов лучевой диагностики (в первую очередь — томографических методов исследования).
Автор и соавтор более 220 научных работ, в том числе 2 монографий.